# 隐喻 (哲学)
隐喻 (英文 : metaphor) ，亦称暗喻。比喻的一种，指「以描述另一事物的方式来描述某个事物」。

## 分析

### 分析哲学
在英国和美国的分析哲学（尤其是语言哲学）传统中，隐喻受到重视的原因是它不符合传统意义上的真理条件语义学，即不符合传统意义上的真实条件。而关于隐喻是否可以被指定为真实条件，学术界存在争议。

#### 肯定
但是有部分哲学家认为，隐喻可以被指定为真实条件。
例如，从字面上看“朱丽叶是太阳”这一说法，即便不荒谬，也是错误的。但是，这种说法却是隐喻性的，因为它说明了朱丽叶的重要，拥有其意义。
隐喻的对照理论认为，隐喻的真实意义可以通过列举出本体和喻体两个词相似的所有方面来说明。
例如，“朱丽叶‘像’太阳”，是因为朱丽叶与太阳共同享有光辉、亮丽等品质，以及她每天的生活和她每天早上起床等也和太阳很“像”。但这种解释使得隐喻转换成明喻。由于需要折损隐喻的效果来解释隐喻的真，因此对照理论很难得到辩护。

#### 否定
与之相反，以下两位主要的理论家强调，隐喻不能被指定为真实条件。
马克斯·布莱克认为，隐喻由于太多开放，所以不能用作指涉性的表达，更不能看作是具有真实条件的表达（Black 1962）。如果隐喻需要应用在精确术语的环境（如科学理论）中，那么它们的作用就纯粹在于一种启发，即它们是意在达到某种目的或辅助理解的手段，而不是可以对其真假值进行测试的术语（Black 1962，第37页）。
唐纳德·戴维森也认为追问隐喻的真实条件是错误的，因为“在隐喻中引起我们注意的大部分不是命题的东西（propositional in character）”，也就是说，隐喻是一种思想提示，不能被还原为一系列的真实条件，也不能将其归入真实条件之中（Davidson 1984，p. 263）。戴维森认为，隐喻的作用是通过“让字面陈述激发或提示出一种洞见”使得我们以理解另外某种事情的方式理解这一事情（Davidson 1984，p. 263）。以理解另外某种事情的方式理解这一事情并不是承认某些真理或事实，所以“试图对隐喻的内容给予文字表达，无非是被误导了”（Davidson 1984，p. 263）。
布莱克发展了这一观点：隐喻实际上创造了洞见（insight）或新的意义（Black，1979）。他的交互作用理论认为，隐喻的核心在于两个主体语词之间的相互作用，进而提供了一个意义的条件，而这两个语词都没有各自独立于隐喻的语境。他认为，隐喻中的第一主词是由一系列通常从第二主词产生的“相关含义”来着色的（Black，1979，p.28）。从可能出现的可能意义的数量来看，第一主词过滤了第二主词可断定的性质，只保留那些合适的性质。这一交互过程产生了布莱克称所谓的“蕴涵-综合”：一个由语言共同体共享的相关含义系统，以及自由的意义的冲力，这种自由正在于，不通过隐喻的引入就无法达到这种意义 (Black 1979, p. 28)。
此外，部分英语哲学家持有一种贴近认知科学的自然主义式进路，把隐喻看作是人类理性的核心方面，如莱考夫（Lakoff）。

### 欧陆哲学
不同于分析哲学对隐喻的语言方面的考察，欧陆哲学赋予隐喻更广泛的意义。自19世纪的德国哲学以来，欧陆思想的氛围更有利于新研究分支的传播。尽管康德和黑格尔都乐于分析哲学课程和大陆哲学课程同时得到发展，但他们认为只有欧陆哲学严格强调了这一要求：“重新审视世界如何显现给我们，以及它如何根据形而上学向我们昭示出来。”
卡索（Clive Cazeaux）认为，康德欧陆哲学带来的重大转变是摆脱了“二元论思想，即思维仍处于对立物所创造的界限之中，如心物对立、主客对立”（Cazeaux 2007，p. 4 ）。康德通过将表象性经验解释为对象世界的主体判断，从而拒绝了二元论观点。由于传统二元论的缺席，隐喻所呈现出的概念借用和交叉指涉的过程成为了一种关键方法，使得经验的结构和复杂性可以充分表达出来。
符合卡索观点的例子有：尼采认为“我们处于隐喻中，或者我们就是隐喻：我们的存在不派生于自柏拉图式的永恒本质，也不是来自笛卡尔式的思维实体，而是（以我们最大限度可以称呼我们自己的方式）浮现于竞争性内驱力或视角之间的张力交互作用”（Nietzsche 2000）。我们习惯上把真理看作是知识与现实之间的对应关系，但尼采声称，真理在于“隐喻、转喻和以人拟神的动态宿主”的事实中。由于概念构造中的基本隐喻性质，存在着一系列从网膜图像的神经刺激（第一隐喻）产生的创造性飞跃，并像能指（第二隐喻）一样坚实可靠。（Nietzsche 2000，p. 55）。我们借助隐喻而形成的范畴和判断决不能与事物本身相对应，因为它们是通过一系列的转变而形成的，这些转变确保了第一阶段（刺激）和第二阶段（概念）的联结中“没有因果关系、正确性或是表达” (Nietzsche 2000, p. 58)。
对于利科来说，隐喻同样是“活的”——因此他把他的著作命名为《隐喻的规则》( La Métaphore vive ,1975）——但这绝不等同于尼采意义上隐喻。利科认为，隐喻是活的，它是恢复我们关于世界的知觉的原则，以此唤醒我们重新理解世界的创造性能力。这一过程本质上既充满悖论，同时也是康德主义式的：悖论在于，语词在隐喻中的创造性结合同时又产生了带有发现性的意义；说它是康德主义的原因在于，这个悖论反映了康德的经验理论：概念的主观应用无非是对客观世界的感知。利科认为，内在于隐喻中的主观、创造性的和客观、揭示性的两方面之间的张力来自于“心灵的本质结构，这正是康德的先验哲学所要解决的任务“（利科 1977，p. 300）。然而利科所支持那部分康德哲学存在着很大问题：康德将图式或图式论的运作看作是“隐藏于人类灵魂最深处的艺术”而不加考虑（康德 1929，p. 183，A141，B180-181）。卡索（2007）和Stellardi（2000）详细考察了利科的康德主义观点，它解释了图式论如何能承载隐喻的连贯含义。
欧陆哲学关注隐喻的另一个原因在于：对主体领域之间，以及更宽泛的伦理学、认识论和美学概念之间的界限进行追问，而这更多的是后现代主义关注的问题。这些争论主要集中于知识的地位，以及理解真理和客观性概念的方式。在这里，哲学及其“普遍真理”史遭到指责，包括笛卡尔的我思、康德的范畴表、黑格尔的绝对意识。对普遍主义的批评观点在两个相关解释中诉诸隐喻：（1）重要的认识论概念都根源于隐喻，如“镜像”、“符合”、“感觉数据”等，这一事实可以证明知识的基础是偶然的、共识性的、主观的；（2）由于隐喻（作为一种已错位或处于错位中的断言）的作用在于借助不适当来检验适当，所以它被看成是对一个主体相对于另一个主体的界限构成了挑战。

## 扩展阅读
- Max Black (1954). “Metaphor,” Proceedings of the Aristotelian Society, 55, pp. 273–294.
- David E. Cooper. (1989) Metaphor. Oxford: Blackwell.
- Jacques Derrida. (1982). "White Mythology: Metaphor in the Text of Philosophy." In Margins of Philosophy. Trans. Alan Bass. Chicago: University of Chicago Press.
- Eva Feder Kittay. (1987) Metaphor: Its Cognitive Force and Linguistic Structure. Oxford: Clarendon Press. Original work published 1974
- George Lakoff. (1987). Women, Fire, and Dangerous Things: What Categories Reveal about the Mind. Chicago: University of Chicago Press.
- George Lakoff and Mark Turner (1989). More than Cool Reason: A Field Guide to Poetic Metaphor. Chicago: University of Chicago Press.
- George Lakoff and Mark Johnson. (1999) Philosophy in the Flesh: The Embodied Mind and its Challenge to Western Thought. New York: Basic Books.